# Glagah Kulon
Glagah Kulon is een bestuurslaag in het regentschap Kudus van de provincie Midden-Java, Indonesië. Glagah Kulon telt 1769 inwoners (volkstelling 2010).